# L'Arma
L'Arma (piemontès Macra) és un municipi italià, situat a la regió del Piemont. L'any 2007 tenia 66 habitants. Està situat a la Val Maira, dins de les Valls Occitanes. Limita amb els municipis de Cèlas, la Màrmol, Sant Pèire, San Damiano Macra i Estròp.

## Administració
| Període | Identitat     | Partit        |
| ------- | ------------- | ------------- |
| 2004-   | Teresa Totino | Llista cívica |